# 79식 대전차 미사일
79식 대전차 미사일은 일본에서 1964년에 개발된 대전차 미사일이다. 처음에는 해안 방어 무기로 주목을 받았다. 미사일은 원통 모양의 컨테이너에 보관된 채로 운송된다. 발사될 때는 고체 로켓 모터의 추진력을 받아 관에서 발사된다. 안전 거리를 이동한 후에는 약 200 m/s까지 가속된다. 4개의 팝업 판으로 이루어진 2개의 얇은 원통이 미사일의 몸체를 따라서 배열되어 있다. 또한 탄두는 전차에 사용하기 위한 성형 작약 혹은 반장갑 원뿔형 탄두이다.

## 참고 자료

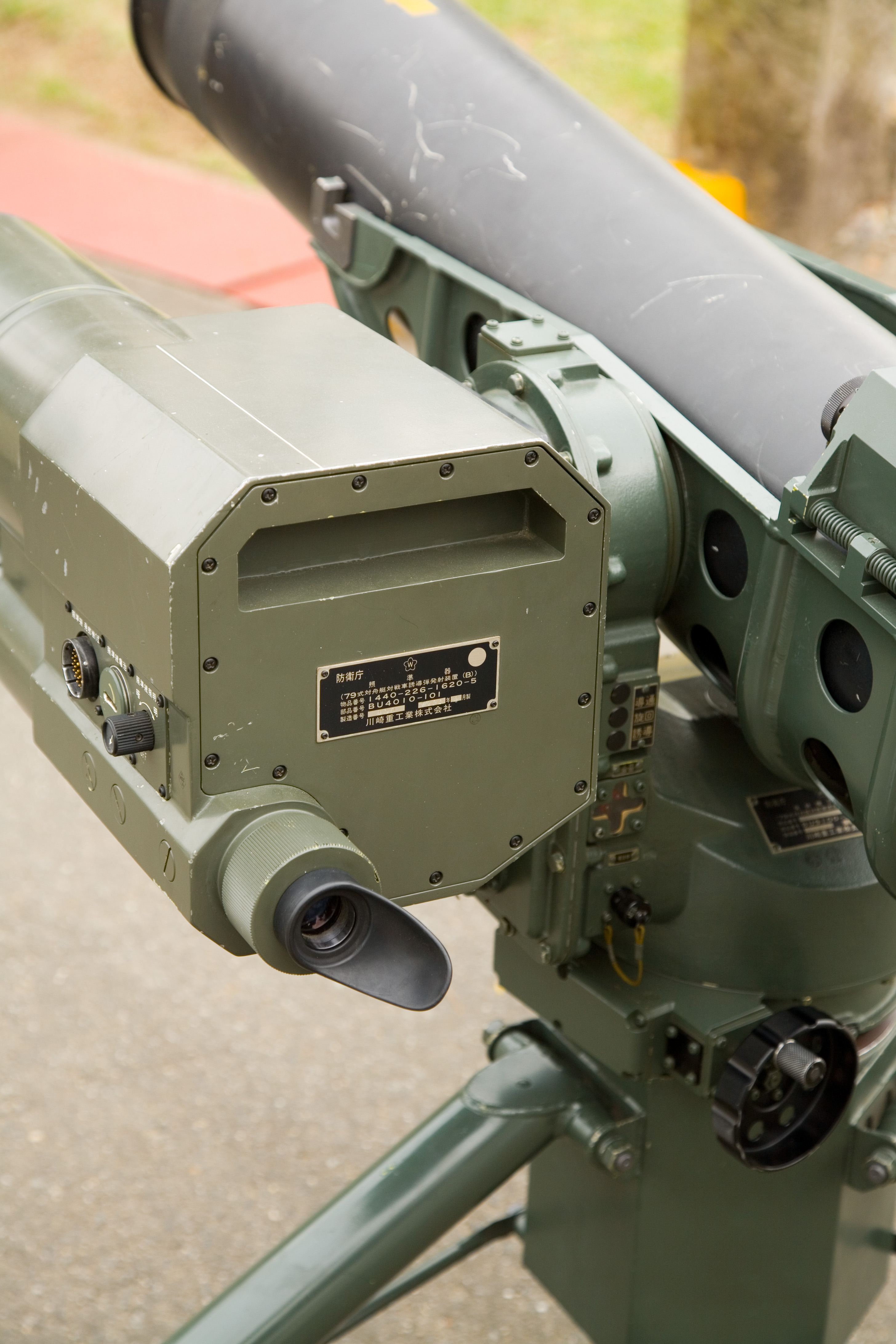
오퍼레이터의 위치

- 《Jane's Infantry Weapons 2005-2006》.
- “79式　対舟艇対戦車誘導弾”. 2007년 3월 9일에 원본 문서에서 보존된 문서. 2007년 10월 31일에 확인함.
- “Japanese Military Aircraft Designations (after 1945)”.